# 1785 au Pérou
Cet article traite des événements qui se sont produits durant l'année 1785 au Pérou. 

## Événements
- août : les descriptions originales de H. polystachya estperdue et E. cristatum et plusieurs autres espèces sont perdues lors de l'incendie de Macora[1].
- ? : fin de l'expédition scientifique au Pérou du botaniste français Joseph Dombey et de deux botanistes espagnols Hipolito Ruiz Lopez et José Pavo[2],[3].
- ? : Baltasar Jaime Martínez Compañón, évêque de Trujillo de 1779 à 1790, finit l'écriture du Codex Martínez Compañón[4],[5],[6].

## Naissances
- 27 août : naissance d'Agustín Gamarra Messia, un militaire et homme politique, président du Pérou par deux fois[7],[8],[9].
- 1 septembre : naissance de José Gil de Castro à Lima, un peintre, cartographe et soldat afro-péruvien[10],[11].